# パーディタ・ウィークス
パーディタ・ウィークス（Perdita Weeks, 1985年12月25日 - ）は、イギリスの女優。

## 略歴
1985年、イギリス・ウェールズの首府カーディフで生まれた。
父親のロビンは広告会社の経営者、母親のスーザンはフリーのコピーライターで、二人とも若い頃から俳優になりたいと思い続けオーディションを受けたりしていたが、とうとう実現できなかったのでその夢を子供たちに託した。
1991年、パーディタが6歳のとき弟のロロと一緒に洗剤のテレビコマーシャルに起用された。
1993年のマクビティビスケットの英国向けCMではジェーン・アッシャーと共演し娘役を演じた。同年、子供向けのミニシリーズ "Goggle Eyes"(1993)の1エピソードで13歳の姉ハニーサックルと2歳の弟ロロと一緒に出演し、兄弟3人揃ってのデビュー作となった。
この年に両親が離婚したが、仲は悪くなくクリスマスには子供たちのために家族全員が集まった。母親は３人をシルビア・ヤング・シアタースクールに登録させ、映画やテレビドラマのオーディションに積極的に参加させた。パーディタが中学・高校とローディーン寄宿学校に入っているときも、母親が車で迎えに来てオーディションに連れていかれたことが度々あったという。大学はロンドンのコートールド美術研究所で美術史を学び、在学中の仕事は少なかった。
卒業するとすぐに俳優業に戻り、テレビシリーズ「The Tudors～背徳の王冠～」のメアリー・ブーリン役を獲得した。その後もコンスタントに映画やテレビドラマに出演し続けた。
2018年、スティーヴン・スピルバーグ監督の「レディ・プレーヤー1」に出演。同年に始まったテレビシリーズ「私立探偵マグナム」は世界各国で放送され、彼女のキャリアの中で最も有名な作品となった。

## プライベート
ニックネームはパーディ。姉だけがポーク（豚）と呼ぶことを許されている。パーディタが生まれたとき丸々と太っていたのが由来。
6歳離れた姉のハニーサックル・ウィークスは「刑事フォイル」などで知られるイギリスでは有名な俳優で、その姉が演技を学ぶ姿を幼い頃から見ていたおかげで自分も俳優になれたと思っている。
弟のロロ・ウィークスも俳優だったが、2012年に引退して友人2人とロンドンにファストフードレストランの「ファンシーファンキンチキン」をオープンした。しかし店は2020年に閉店した。
パーディタの趣味は旅行、ハイキング、水泳など。健康的なスタイルを維持するためヨガやフィットネスなどのワークアウトを欠かさない。「私立探偵マグナム」ではアクションシーンを自ら率先して行い、撮影の合間にはサーフィンを楽しんでいるという。
動物好きで愛犬の写真をインスタグラムに頻繁に投稿している。
とても怖がりでホラー映画が嫌い。好きな映画は「グーニーズ」(1985)。
最もインスピレーションを与えてくれた人物にレオナルド・ディカプリオを挙げている。

### 結婚の噂
パーディタは独身だが（2022年11月現在）、既婚者で2人の息子がいるというデマが広まったことがある。
パーディタ・ウィークスは俳優のキット・フレデリクセンと7年間の交際の末、2012年10月4日に結婚した。
結婚した翌年の2013年４月30日に、双子の男の子のルパート・セバスチャン・フレデリクセンとハンフリー・キャリントン・フレデリクセンが生まれた。
キットは1982年生まれのアメリカ人、身長185センチ、体重81キロ、推定資産は300万ドル。
夫婦ともに控え目な性格で私生活について一切公表していない。
などという具体的な内容だった。
しかしキット・フレデリクソン Kit Frederiksenという俳優の記録はどこにもなく、インターネット上では「地下に住む怪人」(2014)で共演したベン・フェルドマンの画像が流用された。またベン・フェルドマンと彼の妻のミシェル・ミュリッツが一緒に写ってる画像をフレデリクソン夫妻と称して掲載するサイトも存在した。
2019年4月に彼女はツィッターでこの噂を全面的に否定した。

## フィルモグラフィ

### 映画
| 製作年 | 邦題 原題                                                                       | 役名                          | 備考                                 |
| ------ | ------------------------------------------------------------------------------- | ----------------------------- | ------------------------------------ |
| 1996   | The Cold Light of Day                                                           | Anna Tatour                   |                                      |
| 1996   | El último viaje de Robert Rylands                                               | Sue                           |                                      |
| 1996   | ハムレット Hamlet                                                               | プレイヤー・クイーン          |                                      |
| 1997   | スパイス・ザ・ムービー Spice World                                              | エヴィー                      |                                      |
| 2000   | The Prince and the Pauper                                                       | Lady Jane Grey                |                                      |
| 2004   | Sherlock Holmes and the Case of the Silk Stocking                               | Roberta Massingham            |                                      |
| 2009   | Junction                                                                        |                               | ショートフィルム                     |
| 2010   | フライ・オブ・ザ・デッド Prowl                                                  | フィオナ                      |                                      |
| 2011   | 大いなる遺産 Great Expectations                                                 | クララ                        | テレビ映画                           |
| 2013   | コウノトリの道 心臓を運ぶ鳥 前編 Le Vol Des Cigognes - Part One: A Solo Journey | サラ・ガッバー                | 米国タイトルは"Flight of the Storks" |
| 2013   | コウノトリの道 心臓を運ぶ鳥 後編 Le Vol Des Cigognes - Part Two: Fall in Hell   | サラ・ガッバー                | 米国タイトルは"Flight of the Storks" |
| 2013   | エレン・ターナン ～ディケンズに愛された女～ The Invisible Women                 | マリア・ターナン              |                                      |
| 2014   | 地下に潜む怪人 As Above, So Below                                               | スカーレット                  |                                      |
| 2018   | レディ・プレイヤー1 Ready Player One                                            | カレン・アンダーウッド/キーラ |                                      |

### テレビドラマ
| 製作年    | 邦題 原題                                                         | 役名                     | 備考         | 備考     |
| --------- | ----------------------------------------------------------------- | ------------------------ | ------------ | -------- |
| 1993      | Goggle Eyes                                                       | Judith Killian           | ミニシリーズ | S1/E3    |
| 1995      | Ghosts                                                            | Dottie                   | 1エピソード  | S1/E4    |
| 1996      | Screen Two                                                        | Moria                    | 1エピソード  | S14/E3   |
| 1997      | Rag Nymph                                                         | Young Millie             | ミニシリーズ | S1/E1,2  |
| 2002      | Stig of the Dump                                                  | Lou                      | 5エピソード  |          |
| 2003      | バーナビー警部 Midsomer Murders                                   | ハンナ・ムーア           | 1エピソード  | S6/E2    |
| 2007-2008 | THE TUDORS〜背徳の王冠〜 The Tudors                               | メアリー・ブーリン       | 6エピソード  |          |
| 2008      | ジェイン・オースティンに恋して Lost in Austen                     | リディア・ベネット       | ミニシリーズ |          |
| 2008-2009 | Four Seasons                                                      | Imogen Combe             | 4エピソード  |          |
| 2009      | オックスフォードミステリー ルイス警部 Lewis                       | キトゥン                 | 1エピソード  | S3/E4    |
| 2011      | The Promise                                                       | Eliza Meyer              | ミニシリーズ | S1/E1～4 |
| 2012      | タイタニック 愛と偽りの航海 Titanic                               | ジョージアナ・グレッグス | ミニシリーズ | S1/E1～4 |
| 2014      | The Great Fire                                                    | Elizabeth Pepys          | ミニシリーズ | S1/E1～4 |
| 2015      | マスケティアーズ/三銃士 The Musketeers                            | ルイーズ                 | 1エピソード  | S2/E7    |
| 2016      | リベリオン Rebellion                                              | ヴァネッサ・ハモンド     | ミニシリーズ | S1/E1～4 |
| 2016      | ペニー・ドレッドフル 〜ナイトメア 血塗られた秘密〜 Penny Dreadful | パトリシア・ハーデガン   | 4エピソード  | S3/E6～9 |
| 2017      | グランチェスター 牧師探偵シドニー・チェンバース Grantchester      | シャルロッテ・レイリー   | 1エピソード  | S3/E6    |
| 2018-2024 | 私立探偵マグナム Magnum P.I.                                      | ジュリエット・ヒギンズ   | レギュラー   |          |
| 2019      | Dance of Death: Du Lac & Fey                                      | Morgana Le Fey（声）     | ビデオゲーム |          |
| 2020      | Hawaii Five-0                                                     | ジュリエット・ヒギンズ   | 1エピソード  | S10/E12  |